# Otto von Gerlach
Karl Friedrich Otto von Gerlach, född 12 april 1801 i Berlin, död där 24 oktober 1849, var en tysk teolog och präst. Han var bror till Ernst Ludwig von Gerlach. 

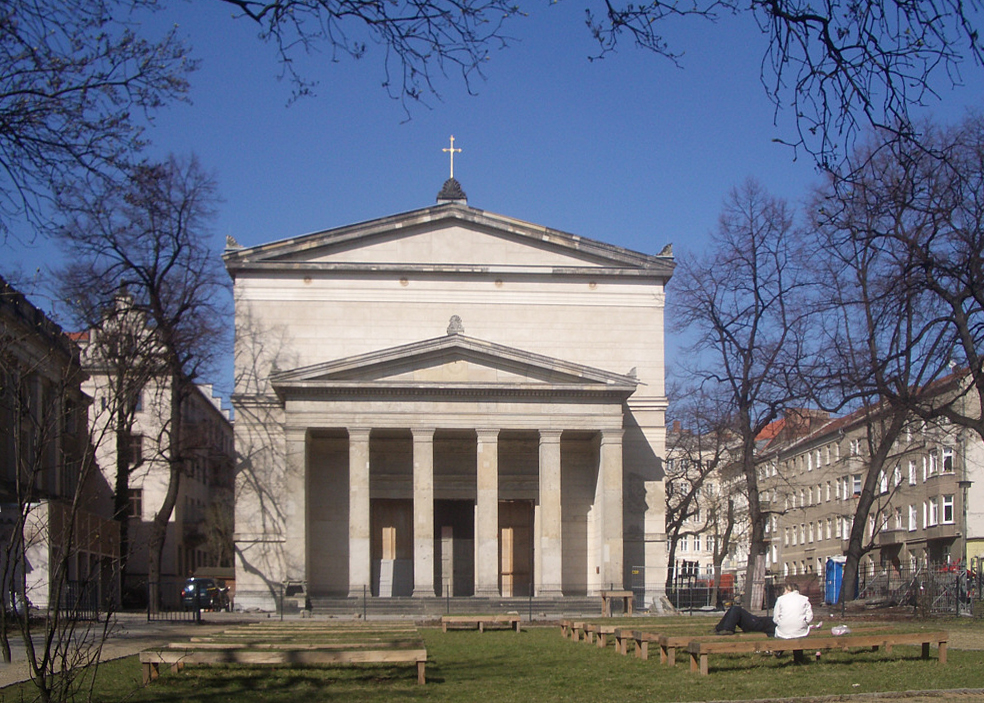
Elisabethkirche (2005).

Gerlach blev 1835 predikant vid Elisabethkirche i Berlin samt hovpredikant och konsistorialråd 1847. Han var en av de ivrigaste och inflytelserikaste förkämparna för den pietistisk-ortodoxa riktningen inom Preussens evangeliska kyrka och utvecklade som präst en utomordentligt nitisk verksamhet och var en av de främste föregångsmännen på den inre missionens område. 
Gerlachs främsta arbete är Die heilige Schrift nach Luthers Übersetzung, mit Einleitungen und erklärenden Anmerkungen (1841; sedermera flera gånger upplagd; på svenska: "Förklaring öfver Nya testamentets heliga skrifter efter Otto von Gerlach m.fl." av Thure Wensjoe, 1842-45; andra upplagan 1855-56; "Förklaring öfver Gamla testamentets heliga skrifter efter Otto von Gerlach m.fl." av Wensjoe, 1848-56).